# Le Cadi dupé
Pour les articles homonymes, voir Cadi (homonymie).
Le Cadi dupé, Wq.29, est un opéra comique en un acte que Christoph Willibald Gluck composa sur un livret français de Pierre-René Lemonnier et dont la première eut lieu au Burgtheater de Vienne en novembre ou en décembre 1761 sous le titre Der betrogene Kadi. (Un opéra avait aussi été composé par Pierre-Alexandre Monsigny sur ce livret et représenté pour la première fois au mois de février de la même année.)
Suivant la mode des turqueries de l'époque, la musique comprend de la musique militaire ottomane jouée au piccolo, aux tambours et aux cymbales.

## Rôles
| Rôle               | Voix             |
| ------------------ | ---------------- |
| Le cadi            | basse            |
| Fatime, son épouse | soprano          |
| Nouradin           | ténor            |
| Omar, teinturier   | basse ou baryton |
| Omega, sa fille    | soprano          |
| Zelmire            | soprano          |

## Synopsis
L'opéra est l'histoire d'un cadi qui veut divorcer d'avec Fatime afin d'épouser la belle Zelmire, qui est amoureuse de Nouradin.

## Enregistrements
| Année | Distribution (Kadi, Fatime, Zelmire, Nouradin, Omar, Omega)                                           | Chef d'orchestre et orchestre                                   |
| ----- | --- | --------------------------------------------------------------- |
| 1959  | Hans von Welz, Ruth Nixa, Zdenka Djeri, Richard van Vrooman, Wladimir Smid-Kowar, Elisabeth Schönauer | Bernhard Paumgartner Camerata Academica des Mozarteums Salzburg |
| 1974  | Walter Berry, Anneliese Rothenberger, Helen Donath, Nicolai Gedda, Klaus Hirte, Regina Marheineke     | Otmar Suitner Chœur et orchestre de l'Opéra d'État de Bavière   |